# Leonardus Lessius

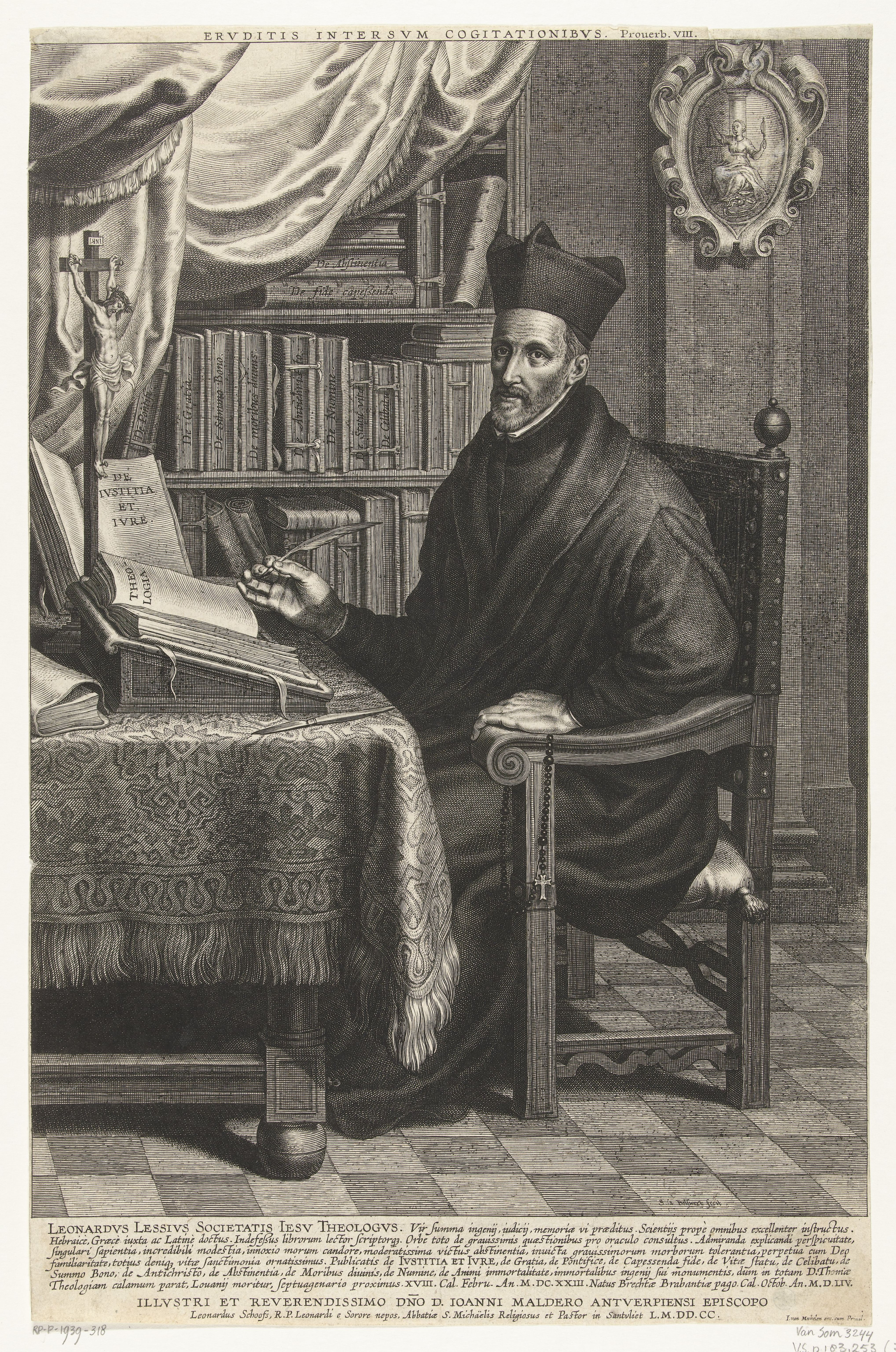
Leonardus Lessius

Leonardus Lessius (Lenaert Leys; 1 de octubre de 1554, Brecht – 15 de enero de 1623, Lovaina), también conocido como Leonardo Lesio, fue un teólogo moral flamenco, perteneciente a la Compañía de Jesús.
A la edad de trece años Leonardus ganó una beca de Brecht para estudiar en la Universidad de Lovaina. Todo el resto de su vida giró alrededor de esta universidad. En 1567 se matriculó en un departamento de arte denominado Le Porc (Porcus alit doctos), durante el examen final oral se le concedió el título de primus. 
Se unió a la compañía de Jesús en 1572, y después de realizar estudios teológicos en Roma con Francisco Suárez y Roberto Belarmino, se convirtió en profesor de teología en la Universidad de Lovaina. En sus primeros años de enseñanza, se vio involucrado en el debate teológico de la predestinación que estuvo muy presente en Lovaina entre 1587 y 1588 posicionándose contra el bayanismo. En 1615 el Papa Pablo V le agradeció personalmente sus servicios prestados a la Iglesia Católica.

## Trabajos

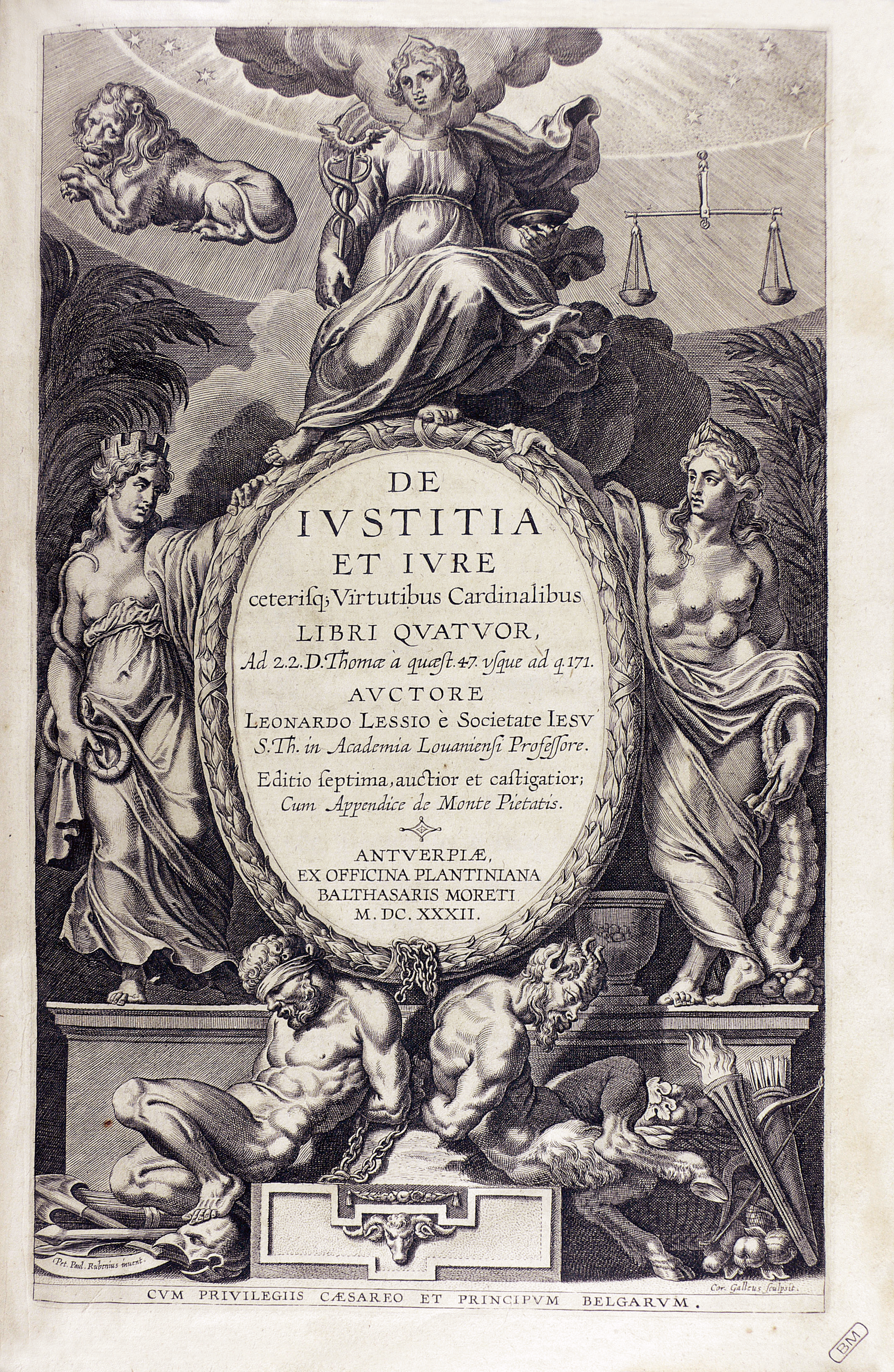
De iustitia et iure, 1632.

De gratia efficaci

Su obra más destacada es su tratado  De Iustitia et iure (Sobre la Justicia y el Derecho), de 1605 que solo en el siglo XVII fue objeto de más de 20 ediciones. Se trata de la primera aproximación teológica moral en profundidad a cuestiones económicas y financieras. Lessius viajó a Amberes, entonces un centro mundial de negocios en rápida expansión, para estudiar cómo funcionaban el comercio y la banca en esta ciudad. Su experiencia dio peso a sus soluciones éticas de las actividades mercantiles y financieras. Ha sido elogiado por los historiadores modernos de la economía por la sutileza de su tratamiento de los asuntos económicos relacionados con el interés. Por ejemplo Lessius estableció claramente la dependencia del precio de un contrato de seguro con el riesgo del evento asegurado. Entre otras cosas, también proporcionó directrices para un nuevo enfoque del "precio justo", aceptando el hecho de que lo propuesto por Tomás de Aquino ya no era viable en el siglo XVI.
Su obra En la providencia de la divinidad y la inmortalidad del alma, contra los ateos y los políticos, que contiene argumentos teleológicos sobre la existencia de Dios, fue traducida al inglés en 1631 bajo el título  Rawleigh su Ghost. 
A partir de 1610, ya con una salud precaria, se volvió hacia la escritura ascética y teológica de libros que tuvieron también amplio éxito.

## Tumba
Lessius está enterrado en la iglesia de San Miguel, la histórica iglesia de los jesuitas de Lovaina. Su sencilla tumba se encuentra en el baptisterio, al norte del ábside. Anteriormente, había sido enterrado en el cercano colegio de los Jesuitas.